# Суперземля

Сравнительные размеры планет (Марк Кюхнер, НАСА GSFC).

Су́перземля (или све́рхземля) — класс планет, масса которых превышает массу Земли, но меньше массы Нептуна. Мегаземлями называются те из них, чья масса превышает земную в 10 раз и более.
Планеты этого типа были обнаружены сравнительно недавно у других звёзд. Суперземли имеют сравнительно небольшую массу, и их трудно обнаружить методом Доплеровской спектроскопии.

## Определение
В основном определение суперземель основывается на массе планеты. Этот термин не подразумевает каких-либо определённых характеристик, таких как температура поверхности, состав, параметры орбиты, обитаемость или наличие определённых экосистем. Граница между суперземлями и газовыми гигантами нечёткая, и оценивается примерно в 10 масс Земли (примерно 69% массы Урана, который является наименее массивной планетой-гигантом в Солнечной Системе).
Для нижней границы массы такой планеты источники называют разные значения: от 1 или 1,9 до 5 масс Земли. В научно-популярных изданиях приводят и другие значения. Термин «суперземля» также используется для обозначения планет, которые по своему размеру больше планет земного типа (до 1,2 радиуса Земли), но меньше, чем мининептуны (от 2 до 4 радиусов Земли). Это определение используется командой космического телескопа «Кеплер». Предполагается, что такие планеты состоят в основном из камня и имеют относительно тонкую атмосферу.
Некоторые авторы предлагают считать суперземлями только землеподобные планеты без значительной атмосферы или планеты, у которых есть не только атмосфера, но и твёрдая поверхность или океан с чёткой границей между поверхностной жидкостью и атмосферой (чего нет у планет-гигантов в Солнечной Системе). Планеты с массой, превышающей 10 масс Земли, в зависимости от преобладающих в их составе силикатов, льда или газа, называют массивными планетами из твердого вещества, мегаземлями или газовыми гигантами.

## Формирование суперземель
Суперземли были найдены преимущественно у звёзд небольшой массы — менее 1 Mʘ — и относящихся к оранжевым и красным карликам. Массы звёзд в основном варьировали в пределах от 0,31 Mʘ до 0,84 Mʘ. Все обнаруженные суперземли находятся на орбите звёзд, обеднённых металлами.
Однако на данный момент эта информация устарела, в особенности после космического телескопа «Кеплер», проработавшего с 2009 до 2018 годы: суперземли обнаружены у звёзд самых разных масс и металличностей.

### Суперземли и модели эволюции планетарных систем
Традиционная модель формирования планет предполагает, что планеты формируются в газопылевом диске вокруг молодой звезды в процессе аккреции частиц диска на зародышах планет — планетезималях. Во внутренней части диска, где температура достаточно высока и не так много ледяных частиц, формируются планеты земного типа. Предполагалось, что их размеры не должны существенно превышать размеры Земли. Предполагалось, что планеты большого размера могут формироваться только во внешней части диска, изобилующей ледяными частицами. Также предполагалось, что орбиты планет являются достаточно стабильными, так что они остаются примерно в той же области, что и сформировались.
Однако открытие суперземель заставило астрономов уточнять общепринятые модели планетарной эволюции. Предлагаются уточнения, объясняющие возможное формирование более крупных планет в области протопланетного диска, соответствующей их орбитам, а также модели миграции планет из внешней части диска во внутреннюю. В качестве возможных механизмов такой миграции предлагается либо взаимодействие планеты с материалом протопланетного диска (в таком случае миграция должна происходить в течение нескольких миллионов лет до рассеяния диска), либо гравитационное взаимодействие с другими сформировавшимися планетами, которое может происходить спустя сотни миллионов лет.
В пользу первого варианта может свидетельствовать открытие телескопом «Кеплер» горячего нептуна у звезды, сформировавшейся около 10 миллионов лет назад. С учётом того, что среди открытых планет практически не встречаются такие, которые имеют радиус от 2 до 10 радиусов Земли и орбитальный период менее 4 дней, учёные предполагают, что суперземли начинают свою жизнь как мининептуны, которые мигрируют во внутреннюю часть планетной системы, где излучение звезды сдувает большую часть их атмосферы, оставляя лишь каменистое ядро.

### Предельное число суперземель на дальних орбитах

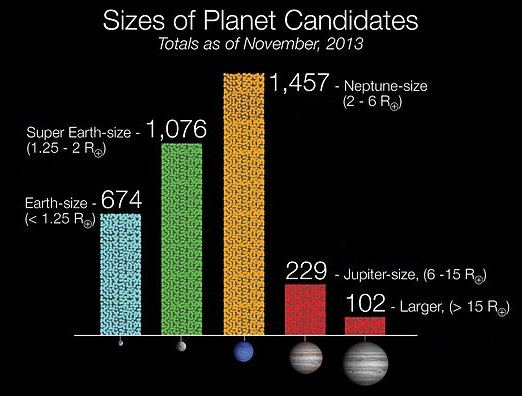
Размеры кандидатов в планеты, открытых телескопом «Кеплер» на 2013 год

Учёные из Смитсоновской астрофизической обсерватории и из Университета Юты провели моделирование и выяснили, что у звезды с массой 1 Mʘ могут сформироваться 1—10 суперземель. Под суперземлёй в данной модели подразумеваются планеты с максимальной массой до 50 M⊕. Согласно моделированию в гравитационно-нестабильном кольце с массой M≥15M⊕ из твёрдых тел размером ≈1 см и 1—10 крупных тел размером ≈100 км суперземля формируется на расстоянии 250 а.е за 100—200 миллионов лет, на расстоянии 750 а.е процесс формирования длится дольше, 1—2 миллиарда лет. Если число крупных тел большое, то в кольце инициируется каскад столкновений тел, препятствующий росту суперземель за время жизни звёздной системы. Если мелкие тела кольца обладают низкой плотностью, то тогда при любом количестве крупных тел суперземли не формируются за время в 10 миллиардов лет.

### Возможные суперземли в Солнечной системе
Суперземли найдены в каждой третьей планетарной системе, открытой телескопом «Кеплер», что заставляет учёных строить предположения о причинах отсутствия их в Солнечной системе. По одной из версий, отсутствие суперземель связано с миграцией Юпитера во внутреннюю часть протопланетного диска, а затем обратно к его текущей орбите. В ходе такой миграции формировавшиеся суперземли были поглощены Солнцем, а из остатков протопланетного диска сформировались более мелкие планеты земной группы.
Также существуют, но пока не имеют общего признания гипотезы о существовании суперземель во внешних (транснептуновых) областях Солнечной системы (т. н. Девятая планета и другие варианты Планеты X).

## Физические характеристики
Часть суперземель, вероятно, являются планетами земного типа, — подобно каменистым планетам в Солнечной системе состоят из скальных пород, покрывающих железное ядро планеты. Планеты, сформированные дальше от звезды, также могут содержать значительное количество водяного льда, как и ледяные луны газовых гигантов Солнечной системы, а также метана, водорода и гелия, и других летучих веществ. В этом случае речь идёт о мининептунах и планетах-океанах (океанидах). В результате миграции к своей звезде такие планеты могут стать тёплыми или горячими мининептунами и океанидами.
Однако это не единственный вариант. Если в протопланетном диске вокруг звезды мало кислорода, но много углерода, то формирующиеся планеты будут иметь иной состав — образуются углеродные планеты. У таких планет ядро, вероятно, будет железным, окруженное мантией из карбида кремния. Кора такой планеты может состоять из графита, который на некоторой глубине превращается в алмаз, а на поверхности могут присутствовать угарный газ, метан и другие углеводороды, в зависимости от условий в виде льда, жидкости или газа.
Состояние поверхности каменистых суперземель сильно зависит от интенсивности получаемого ими звёздного света, но в целом ожидается, что суперземли имеют более сильную тектонику плит, чем Земля. Учёные-исследователи предполагают, что суперземли могут быть геологически более активны и на них ожидается более сильный вулканизм в сравнении с Землёй. Предполагается более активная тектоника плит из-за более тонких литосферных плит (в относительных величинах), имеющих области более сильного напряжения. По этой причине, несмотря на различие в размере суперземли и Земли, значительные отличия рельефа суперземли от рельефа Земли не ожидаются. Более активные процессы тектоники плит приведут к тому, что очень высокие горы или очень глубокие океанические жёлобы не будут успевать сформироваться, будучи разрушаемыми сравнительно частыми эндогенными геологическими процессами. Другие исследования, однако, показывают, что кора такой массивной планеты может быть достаточно жесткой, чтобы тектоника плит не могла развиваться. Учёные также полагают, что погода может быть схожа с земной, если суперземля находится в зоне обитаемости.
По мнению Джона Армстронга (университет Уибера) и Рене Геллера (институт исследований Солнечной Системы имени Макса Планка), повышенная поверхностная гравитация таких планет позволит им удерживать более плотные атмосферы, что сделает возможным сохранение тепла на большем расстоянии от материнской звезды. Кроме того, такие планеты будут дольше удерживать внутреннее тепло, что сделает возможным длительное существование вращающегося расплавленного металлического ядра, создающего магнитное поле, а также вулканизма и тектоники плит. Также более сильная гравитация приведёт к сглаживанию поверхности планеты, что приведёт к тому, что большая часть её будет покрыта мелкими морями с небольшими архипелагами островов. По мнению учёных, это создаёт более благоприятные условия для формирования жизни, чем на планетах меньшей массы.

## Суперземли ипарадокс Ферми
Скалистые суперземли, вероятно, являются хорошими кандидатами на существование внеземной жизни. Однако в 2018 году астрофизик Михаэль Хиппке из обсерватории Зоннеберга отметил, что большая сила притяжения суперземель очень затрудняет их гипотетическим жителям выход в космос.
Для примера Хиппке взял экзопланету Kepler-20b. По размеру она примерно на 70% больше Земли, а по массе — почти в 10 раз больше. На такой планете 1-я космическая скорость будет примерно в 2,41 раза выше чем на Земле. В таком случае для запуска в космос всего лишь одной тонны вещества с Kepler-20b ракета-носитель должна быть примерно в 3 раза больше «Сатурна-5». Чтобы запустить на орбиту телескоп, аналогичный «Джеймсу Уэббу» (который весит 6,2 тонны), потребуется примерно 55 тыс. тонн топлива. Наконец, для вывода на орбиту «Аполлона-11» потребуется около 400 тыс. тонн топлива. Таким образом, использование химических ракетных двигателей на таких тяжелых планетах становится нецелесообразным. При этом объёмы расхода горючего растут экспоненциально с увеличением массы экзопланеты, так что для полета даже одной ракеты понадобится значительная доля всего топлива на планете.
На ещё более массивных, чем Kepler-20b, планетах использование химических ракетных двигателей в принципе теряет смысл, уверен Хиппке. «У таких цивилизаций не было бы спутникового телевидения, лунной программы или космических телескопов. Возможно, именно по этой причине земляне пока так и не смогли найти во Вселенной следы активности какой-либо иной разумной жизни», — считает автор исследования.

## История открытий
Долгое время астрономы считали, что землеподобные планеты без значительной атмосферы с массой, превышающей земную, невозможны, так как в процессе формирования такое небесное тело быстро соберёт толстую атмосферу из водорода и гелия и станет газовым гигантом. Однако открытие уже первых экзопланет показало, что это представление ошибочно.

### Первая найденная суперземля
Первая планета этого типа была обнаружена возле пульсара PSR B1257+12 в 1991 году, что одновременно было и первым открытием экзопланеты в истории. Две планеты, обращающиеся вокруг нейтронной звезды, имели массу в 4 массы Земли, что явно было слишком мало для того, чтобы быть газовыми гигантами.

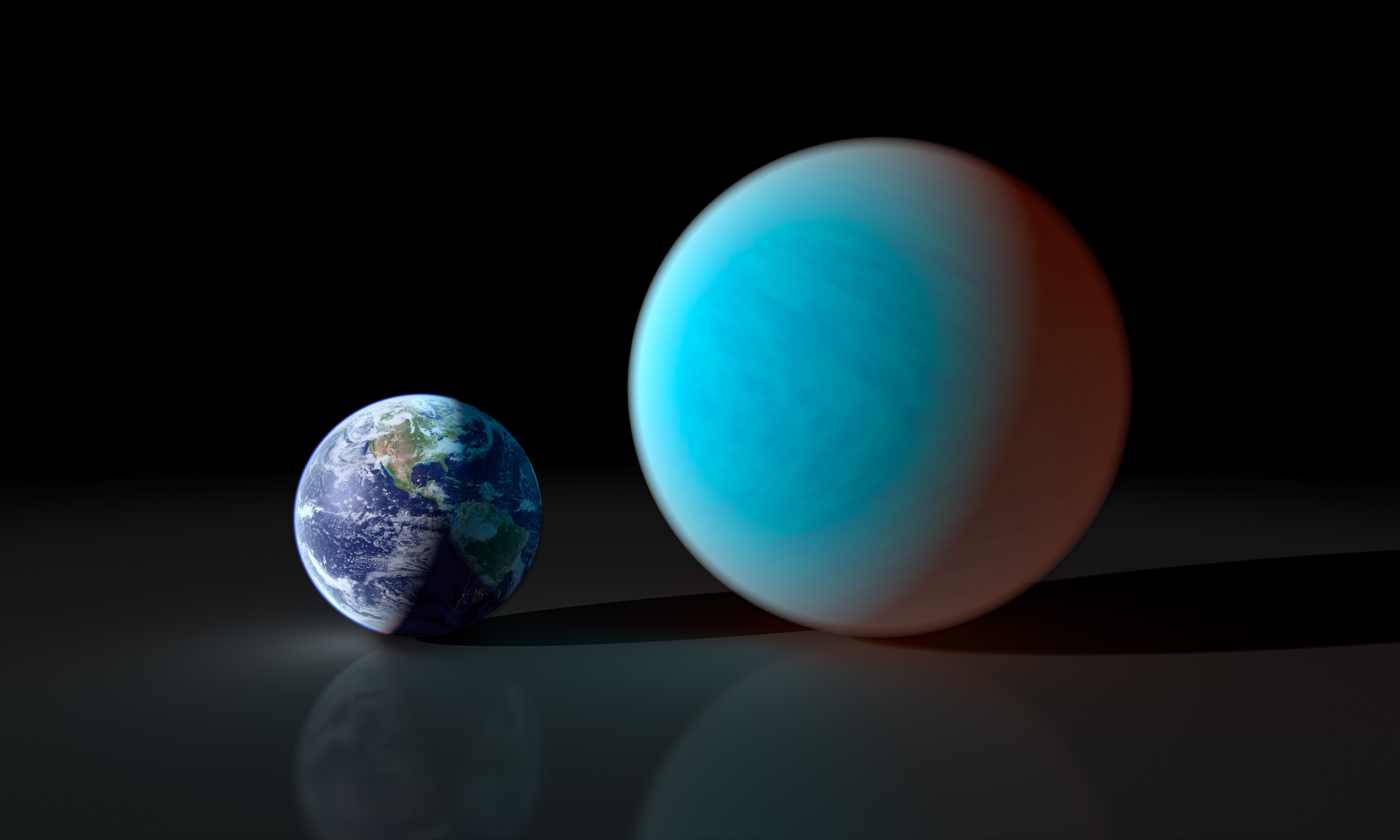
55 Рака e была открыта в 2004 году.

### Суперземли, обнаруженные в 2004 году
В 2004 году была открыта 55 Рака e, обращающаяся вокруг звезды 55 Рака, находящейся в 40 световых годах от Земли. Предполагается, что эта экзопланета имеет атмосферу немного толще земной, а поверхность её покрыта расплавленной лавой. В 2015 году Международным астрономическим союзом планете было присвоено название Янссен, а её материнской звезде — Коперник.

### Суперземли, обнаруженные в 2005 году
Суперземля была обнаружена в 2005 году около звезды Глизе 876 и получила название Глизе 876 d (ранее в этой системе было обнаружено уже 2 газовых гиганта подобных Юпитеру). Масса планеты была равна 7,5 массам Земли, а протяжённость планетарного года на планете — всего 2 суток. Так как Глизе 876 имеет небольшую светимость, то температура на планете составляет около 280 °C.

### Суперземли, обнаруженные в 2006 году

Планета OGLE-2005-BLG-390L b, которая обращается вокруг красного карлика (художественное представление).

Две другие планеты этого класса были найдены в 2006 году. OGLE-2005-BLG-390L b имеет массу в 5,5 масс Земли, обращается вокруг красного карлика и была обнаружена с помощью метода гравитационного микролинзирования. Была также найдена планета HD 69830 b с массой в 10 масс Земли.

### Первая суперземля в обитаемой зоне
В апреле 2007 года учёными был обнаружен ряд планет возле звезды Глизе 581. Одна из этих планет (Глизе 581 c) имеет массу около 5 масс Земли, удалена от своей звезды на 0,073 а.е. и находится в районе «зоны жизни» звезды Глизе 581. Ориентировочная температура на поверхности сопоставима с земной: −3 °C с альбедо планеты Венеры и 40 °C в случае земного альбедо. Впрочем, предварительные расчёты показывают, что на планете может быть слишком сильный парниковый эффект. В этом случае действительная температура на планете будет намного выше, чем предполагаемая. Другая планета, Глизе 581 d находится уже слишком далеко от своей звезды (2,2 а.е.), чтобы попадать в зону жизни. Масса этой планеты составляет 7,7 масс Земли.

### Суперземли, обнаруженные в 2008 году
Самая маленькая обнаруженная на это время суперземля была найдена вокруг объекта MOA-2007-BLG-192L b 2 июня 2008 года. Планета обладает массой 3,3 массы Земли и обращается вокруг коричневого карлика, а обнаружена она была методом гравитационного микролинзирования.
В июне 2008 года европейскими исследователями в Чили были обнаружены три суперземли у звезды HD 40307, масса которой почти равна массе Солнца. Масса планет соответственно равна 4,2, 6,7 и 9,4 массы Земли.
Помимо этого, другими европейскими исследователями была обнаружена планета с массой в 7,5 масс Земли, которая обращается вокруг звезды HD 181433. Также планетная система этой звезды имеет планету с массой, примерно равной массе Юпитера, с периодом обращения в 3 года.

### Суперземли, обнаруженные в 2009 году

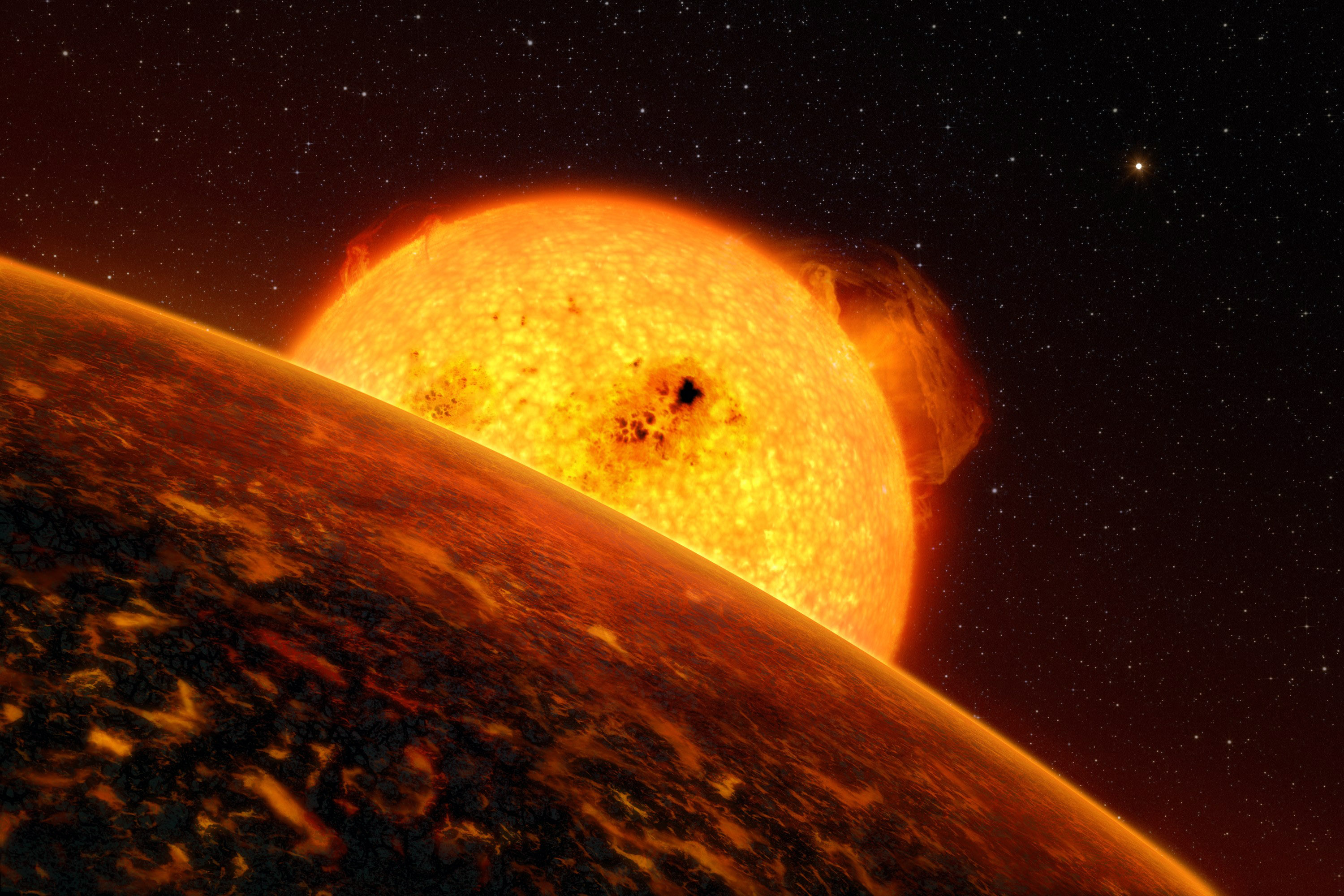
Планета COROT-7 b в представлении художника

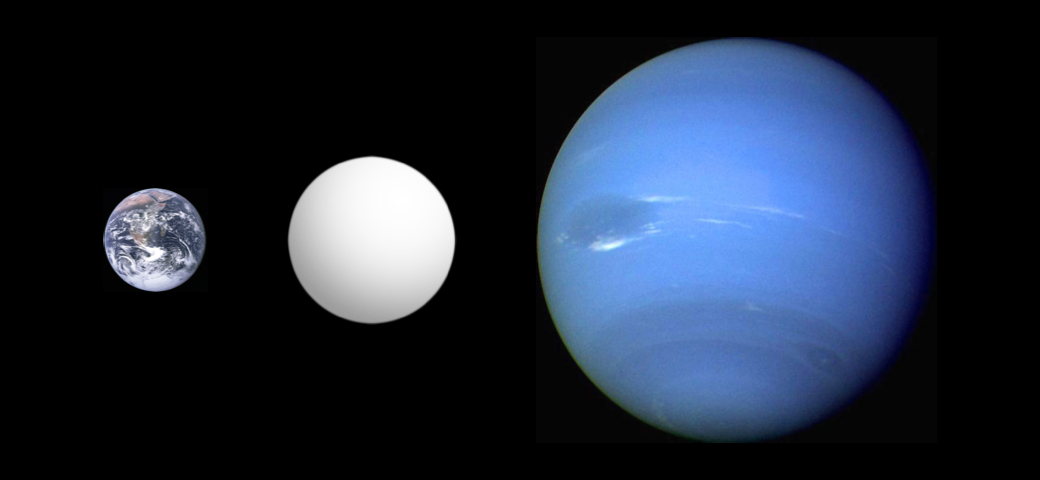
Сравнение планеты COROT-7 b (в центре) с Землёй (слева) и с Нептуном (справа).

3 февраля 2009 года была обнаружена планета COROT-7 b с массой в 4,8 масс Земли. Орбитальный период на планете длится около 20 часов, что делает год на планете самым коротким (после 55 Рака e) из всех известных планет. Планета имеет схожее с Землёй строение, состоит из каменных минералов, так же как и планеты земной группы в Солнечной системе, но удалена от своей звезды всего на 0,017 а.е. (~1/70 расстояния от Земли до Солнца), из-за чего её освещённая сторона состоит из кипящего лавового океана, а атмосфера состоит из паров минералов, которые остывая выпадают каменными дождями. Температура на планете более 2 тысяч градусов.
В этом же году была найдена новая планета в системе Глизе 581: Глизе 581 e с массой приблизительно 2 массы Земли. Планета была найдена 21 апреля 2009 года. С учётом расстояния до звезды 0,03 а.е., она находится слишком близко к своей звезде для того чтобы на ней могла быть жизнь, а год на планете длится всего чуть более трёх суток.
24 августа 2009 года была обнаружена вторая суперземля у звезды COROT-7 — COROT-7 c. Она была обнаружена на обсерватории Ла-Силья в Чили при помощи инструмента HARPS. Свойства этой суперземли похожи на свойства суперземли COROT-7 b — масса планеты 8,4 массы Земли, большая полуось 0,046 а.е., обращение вокруг звезды длится около пяти суток. Для наличия жизни температура на планете слишком высокая.
16 декабря 2009 года была обнаружена GJ 1214 b. По массе и радиусу планеты предполагалось, что она состоит по массе на 75 % из воды и на 25 % из каменистых материалов и железа, а атмосфера планеты содержит водород и гелий и составляет 0,05 % массы планеты. Точные сведения об условиях на планете неизвестны: она может быть каменистой планетой с богатой водородом атмосферой, мининептуном или водной планетой.
По состоянию на ноябрь 2009 года было обнаружено 30 суперземель. Большинство из них, 24, было обнаружено на спектрографе HARPS в Чили, методом радиальных скоростей.

### Суперземли, обнаруженные в 2010 году
7 января 2010 года была обнаружена планета HD 156668 b. Нижний предел массы — 4,15 масс Земли.
В сентябре 2010 года была открыта планета Глизе 581 g, находящаяся в той же планетной системе, что и Глизе 581 c. Её большая полуось составляет 0,146 а.е. Средняя температура на поверхности планеты оценивается, в зависимости от альбедо, от −31 °C до −12 °C, что близко к земному значению −18 °C. Учитывая наличие парникового эффекта, который существенно влияет на температуру на Земле, предполагается, что климатические условия на планете могут быть близки к земным, то есть там умеренные условия. Вскоре после наблюдений полагалось, что в действительности планеты не существует, и обнаружение является ошибкой измерений. Действительно, более поздние данные не подтвердили её существование.

### Суперземли, обнаруженные в 2011 году

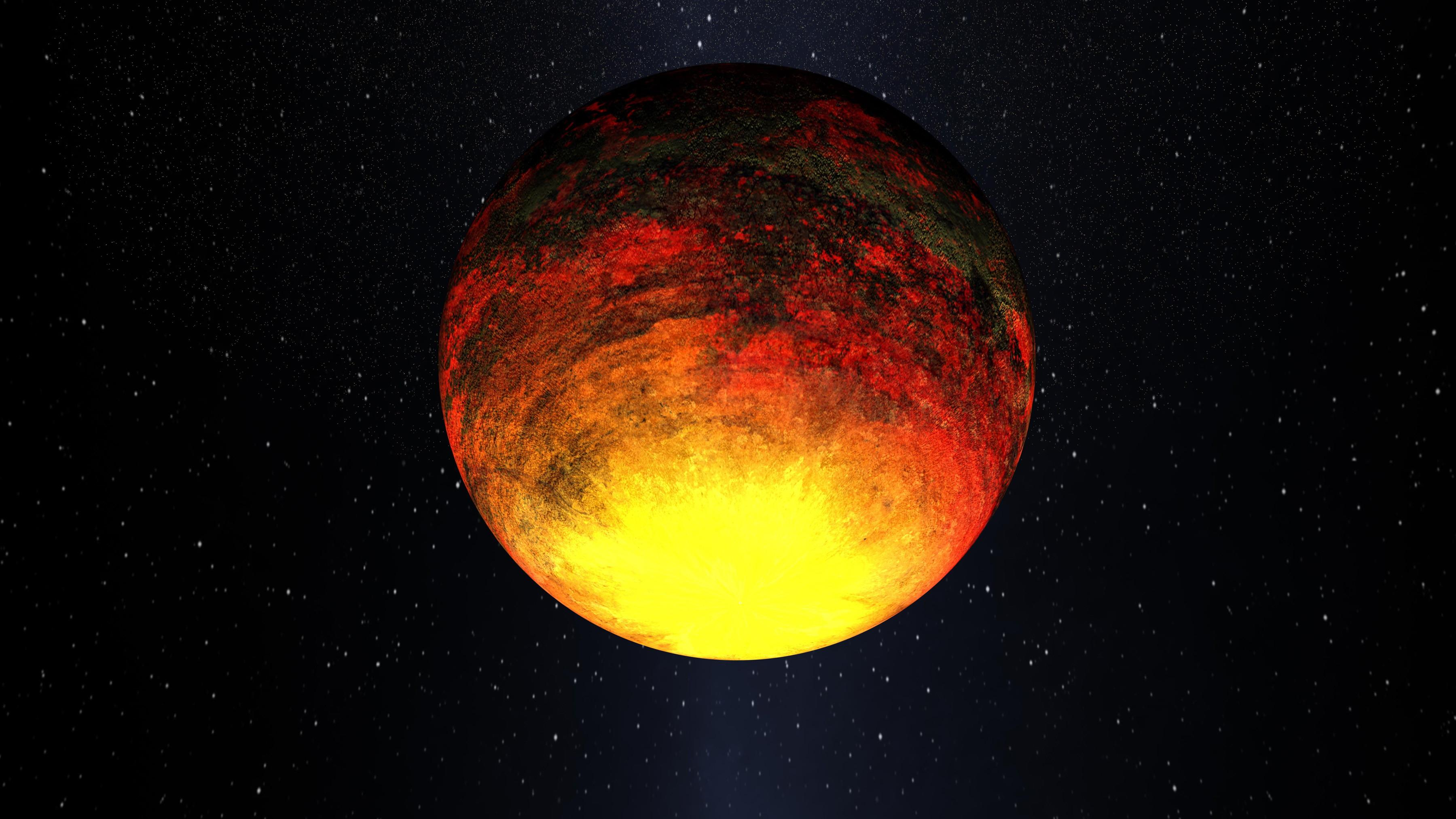
Планета Kepler-10 b в представлении художника.

10 января 2011 года телескоп Кеплер обнаружил с помощью транзитного метода планету Kepler-10 b (также он нашёл ряд горячих юпитеров), которая стала первой подтверждённой планетой земной группы.
Kepler-10 b имеет довольно много общего с COROT-7 b, она находится очень близко к своей звезде (≈0,017 а.е.), имеет очень короткий период обращения вокруг своей звезды (20 часов), и очень высокую температуру поверхности (≈1600 °C). Уникальной является очень высокая плотность планеты: она составляет 8,8 г/см3, что выше плотности железа, таким образом предполагается, что планета является железной и в её состав не входит мантия. Радиус планеты больше земного в 1,4 раза, а масса — в 4,5 раза. Освещённая сторона планеты, скорее всего, покрыта расплавленным металлическим океаном.
Также несколько планет в системе Kepler-11 по массе попадают в категорию тяжёлых суперземель.
17 августа 2011 года была обнаружена планета HD 85512 b. Эта планета стала самой маленькой экзопланетой, которую когда-либо обнаружили радиально-лучевым методом. Открытие сделано с помощью спектрографа HARPS, установленного в обсерватории Ла-Силья. Планета обращается вокруг оранжевого карлика с большой полуосью 0,26 а.е. С учётом того, что звезда Глизе 370 светит в 8 раз слабее Солнца, средняя температура на планете составляет ~25 °C (у Земли ~14 °C). Это ставит планету на внутреннюю границу зоны обитания, но на планете предполагается жидкая вода, атмосфера. По массе планета в 3,6 раза больше Земли. Однако довольно большой эксцентриситет планеты (0,11) приводит к тому, что в перигелии на планете существенно более высокая температура, чем на внутренней границе «зоны жизни», в то время как в афелии планета входит во внутреннюю границу зоны жизни.
Почти одновременно были также обнаружены три горячие суперземли вокруг звезды 82 Эридана (с помощью метода доплеровской спектроскопии). Для исследования использовался спектрограф HARPS. Планеты имеют минимальные массы 2,7, 2,4 и 4,8 земных масс и вращаются близко к своей звезде. Самая дальняя планета имеет большую полуось в 0,35 а.е (примерно как большая полуось Меркурия), период обращения 90 дней. Учитывая светимость звезды, которая равна 0,62 светимости Солнца и предполагаемое альбедо 0,3, температура поверхности планеты составляет ~115 °C, что исключает наличие жидкой воды, а соответственно, и органической формы жизни. Две другие планеты имеют ещё более высокую температуру поверхности.
По данным на 5 декабря 2011 года, телескоп Kepler обнаружил 2326 потенциальных кандидата в статус экзопланеты. Среди них: 207 планет, по размерам близких к земным, 680 суперземель, 1181 планета по размерам, близким к Нептуну, 203 планеты с массой Юпитера, и 55 планет тяжелее Юпитера. Среди этих кандидатов в планеты 48 расположены в «зоне жизни» звёзд.
20 декабря телескоп Kepler обнаружил первые две планеты, по размерам сопоставимые с Землей, которые не относятся к классу суперземель. Это Kepler-20 e и Kepler-20 f. Обе планеты по размерам близкие к размерам Земли и Венеры (Kepler-20 e чуть меньше Венеры, а Kepler-20 f чуть больше Земли). Большие полуоси планет соответственно 0,05 а.е и 0,11 а.е. Температура поверхности планеты Kepler-20 e оценивается в 760 °C, Kepler-20 f несколько ниже — около 430 °C, что близко к Венере.

### Суперземли, обнаруженные в 2012 году
Новый анализ спектральных наблюдений тройной звездной системы Gliese 667 в созвездии Скорпиона открыл новые факты о GL 667 °C c — суперземле массой в 4,5 раза превосходящей земную.
Температура на поверхности GL 667 °C c должна соответствовать температуре на поверхности Земли. Планета-кандидат получает около 90 % того света, что имеем мы на Земле от Солнца. Однако, поскольку её звезда является карликом «М»-класса, то основная часть спектра излучения, получаемого GJ 667 °C c, приходится на инфракрасный диапазон и планета успешно поглощает большую его часть. Учитывая все эти факторы, учёные пришли к заключению, что исследуемая суперземля получает примерно то же количество звёздной энергии, что и Земля от Солнца.
21 июня 2012 года астрономы из Гарвард-Смитсоновского центра астрофизики сообщили об открытии системы Kepler-36 с двумя транзитными планетами, находящихся во взаимном орбитальном резонансе 34:29. Хотя массы этих планет различаются менее, чем вдвое, одна из этих планет — Kepler-36 b, относится к суперземлям, а Kepler-36 c — к мининептунам. Kepler-36 b имеет радиус 1,486 радиуса Земли и массу 4,45 массы Земли. Средняя плотность планеты оказывается равной 7,46 г/см³, что говорит о преимущественно скальном составе планеты. Расчётная средняя температура на поверхности суперземли равна 980 K. Kepler-36 b вращается вокруг более яркой, чем Солнце звезды с периодом примерно 13,84 суток. Kepler-36 удалена от Земли на расстояние 470 пк (1533 световых года).
В июле 2012 года была открыта суперземля Глизе 676 A d с минимальной массой в 4,4 земных на 3,6-суточной орбите у красного карлика в системе Глизе 676. Она слишком горяча для наличия жизни, но является первой планетой земного типа, обнаруженной в системе, похожей на Солнечную.
17 октября 2012 года была открыта самая лёгкая суперземля с известной массой (всего в 1,13 раз тяжелее Земли) Альфа Центавра B b на орбите в 3,3 дня. Говорить об обитаемости планеты не приходится — на ней плавятся даже горные породы (температура поверхности 1200 градусов Цельсия).

### Суперземли, обнаруженные в 2014 году
В феврале 2014 года был найден кандидат KOI-2194.03 (или Kepler-371 d), с радиусом 1,54 земных и периодом обращения около 445 дней. Если он подтвердится, то станет первой суперземлёй, находящейся в обитаемой зоне солнцеподобной звезды.

### Суперземли, обнаруженные в 2015 году
6 января 2015 года НАСА сообщило об обнаружении с помощью телескопа Kepler 1000-й по счёту экзопланеты. Сообщалось всего о трёх экзопланетах, которые находятся в обитаемой зоне и являются суперземлями: Kepler-438 b, Kepler-442 b, Kepler-440 b.
30 июля 2015 г. издание Astronomy and Astrophysics сообщило об открытии планетной системы с четырьмя экзопланетами (в том числе тремя суперземлями), вращающимися вокруг яркой карликовой звезды Глизе 892 в созвездии Кассиопеи на расстоянии 21 св. лет от Солнца. Все обнаруженные планеты находятся за пределами обитаемой зоны.

### Суперземли, обнаруженные в 2016 году
В феврале 2016 года агентство НАСА заявляет об обнаружении водорода и гелия (а также, предположительно, цианида водорода) в атмосфере планеты Янссен с помощью телескопа «Хаббл». Это был первый случай успешного анализа состава атмосферы суперземли. Пары воды в атмосфере не были обнаружены.
В августе появилось сообщение об открытии небольшой планеты, находящейся в зоне обитания ближайшей к Солнцу звезды — Проксимы Центавра. Проксима Центавра b может стать одной из целей научно-исследовательской программы Breakthrough Starshot.

### Суперземли, обнаруженные в 2017 году
Суперземля GJ 9827 b у оранжевого карлика GJ 9827 при массе равной 8,2±1,5 массы Земли и радиусе 1,64±0,22 радиуса Земли, имеет среднюю плотность ок. 10 г/см³.

### Суперземли, обнаруженные в 2018 году
Суперземля 40 Эридана A b у жёлтого карлика 40 Эридана A массой 8,47±0,47 массы Земли находится в зоне обитаемости.

### Суперземли, обнаруженные в 2019 году
Суперземля EPIC 201238110.02 радиусом 1,87 радиуса Земли найдена в зоне обитаемости у звезды EPIC 201238110 массой 0,41 массы Земли.

### Будущие открытия
Предполагается, что новые открытия экзопланет, в том числе суперземель, а также уточнение их физических параметров, будут связаны с анализом данных, полученных космическим телескопом TESS, а также с наблюдениями с использованием космического телескопа Джеймса Уэбба.